# Epictia
Epictia – rodzaj węży z podrodziny Epictinae w rodzinie węży nitkowatych (Leptotyphlopidae).

## Zasięg występowania
Rodzaj obejmuje gatunki występujące na Karaibach (Bahamy, Bonaire i Islas Santanilla) i w Ameryce (Meksyk, Belize, Gwatemala, Salwador, Honduras, Nikaragua, Kostaryka, Panama, Kolumbia, Trynidad i Tobago, Wenezuela, Gujana, Surinam, Gujana Francuska, Brazylia, Ekwador, Peru, Boliwia, Paragwaj, Urugwaj i Argentyna).

## Systematyka

### Etymologia
- Stenostoma: gr. στηνος stēnos „wąski, cienki”[8]; στομα stoma, στοματος stomatos „usta”[9]. Gatunek typowy: Stenostoma albifrons Wagler, 1824.
- Epictia: łac. e „bez”; pictus „pomalowany”, od pingere „malować”[10].
- Stenostomophis: rodzaj Stenostoma Wagler, 1824; οφις ophis, οφεως opheōs „wąż”[11]. Nazwa zastępcza dla Stenostoma Wagler, 1824 (nazwa zajęta przez Stenostoma Latreille, 1810 (Coleoptera)).

### Podział systematyczny
Do rodzaju należą następujące gatunki: 

- Epictia albifrons (Wagler, 1824)
- Epictia albipuncta (Burmeister, 1861)
- Epictia alfredschmidti (Lehr, Wallach, Köhler & Aguilar, 2002)
- Epictia amazonica (Orejas-Miranda, 1969)
- Epictia antoniogarciai Koch, Venegas & Böhme, 2015
- Epictia ater (Taylor, 1940)
- Epictia australis (Freiberg & Orejas-Miranda, 1968)
- Epictia bakewelli (Oliver, 1937)
- Epictia borapeliotes (Vanzolini, 1996)
- Epictia clinorostris Arredondo & Zaher, 2010
- Epictia columbi (Klauber, 1939)
- Epictia diaplocia (Orejas-Miranda, 1969)
- Epictia fallax (Peters, 1858)
- Epictia goudotii (Duméril & Bibron, 1844)
- Epictia guayaquilensis (Orejas-Miranda & Peters, 1970)
- Epictia hobartsmithi Esqueda, Schlüter, Machado, Castelaín & Natera-Mumaw, 2015
- Epictia magnamaculata (Taylor, 1940)
- Epictia martinezi Wallach, 2016
- Epictia melanoterma (Cope, 1862)
- Epictia melanura (Schmidt & Walker, 1943)
- Epictia munoai (Orejas-Miranda, 1961)
- Epictia pauldwyeri Wallach, 2016
- Epictia peruviana (Orejas-Miranda, 1969)
- Epictia phenops (Cope, 1875)
- Epictia resetari Wallach, 2016
- Epictia rioignis Koch, Martins & Schweiger, 2019
- Epictia rubrolineata (Werner, 1901)
- Epictia rufidorsa (Taylor, 1940)
- Epictia schneideri Wallach, 2016
- Epictia septemlineata Koch, Venegas & Böhme, 2015
- Epictia signata (Jan, 1861)
- Epictia striatula (Smith & Laufe, 1945)
- Epictia subcrotilla (Klauber, 1939)
- Epictia teaguei (Orejas-Miranda, 1964)
- Epictia tenella (Klauber, 1939)
- Epictia tesselata (Tschudi, 1845)
- Epictia tricolor (Orejas-Miranda & Zug, 1974)
- Epictia undecimstriata (Schlegel, 1839)
- Epictia unicolor (Werner, 1913)
- Epictia vanwallachi Koch, Venegas & Böhme, 2015
- Epictia vellardi (Laurent, 1984)
- Epictia venegasi Koch, Santa Cruz & Cárdenas, 2016
- Epictia vindumi Wallach, 2016
- Epictia vonmayi Koch, Santa Cruz & Cárdenas, 2016
- Epictia weyrauchi (Orejas-Miranda, 1964)
- Epictia wynni Wallach, 2016